# Marcel Jacno
Marcel Jacno (* 6. August 1904 in Paris; † 23. Februar 1989 ebenda) war ein französischer Typograf, Plakatkünstler und Grafikdesigner.

## Leben und Werk

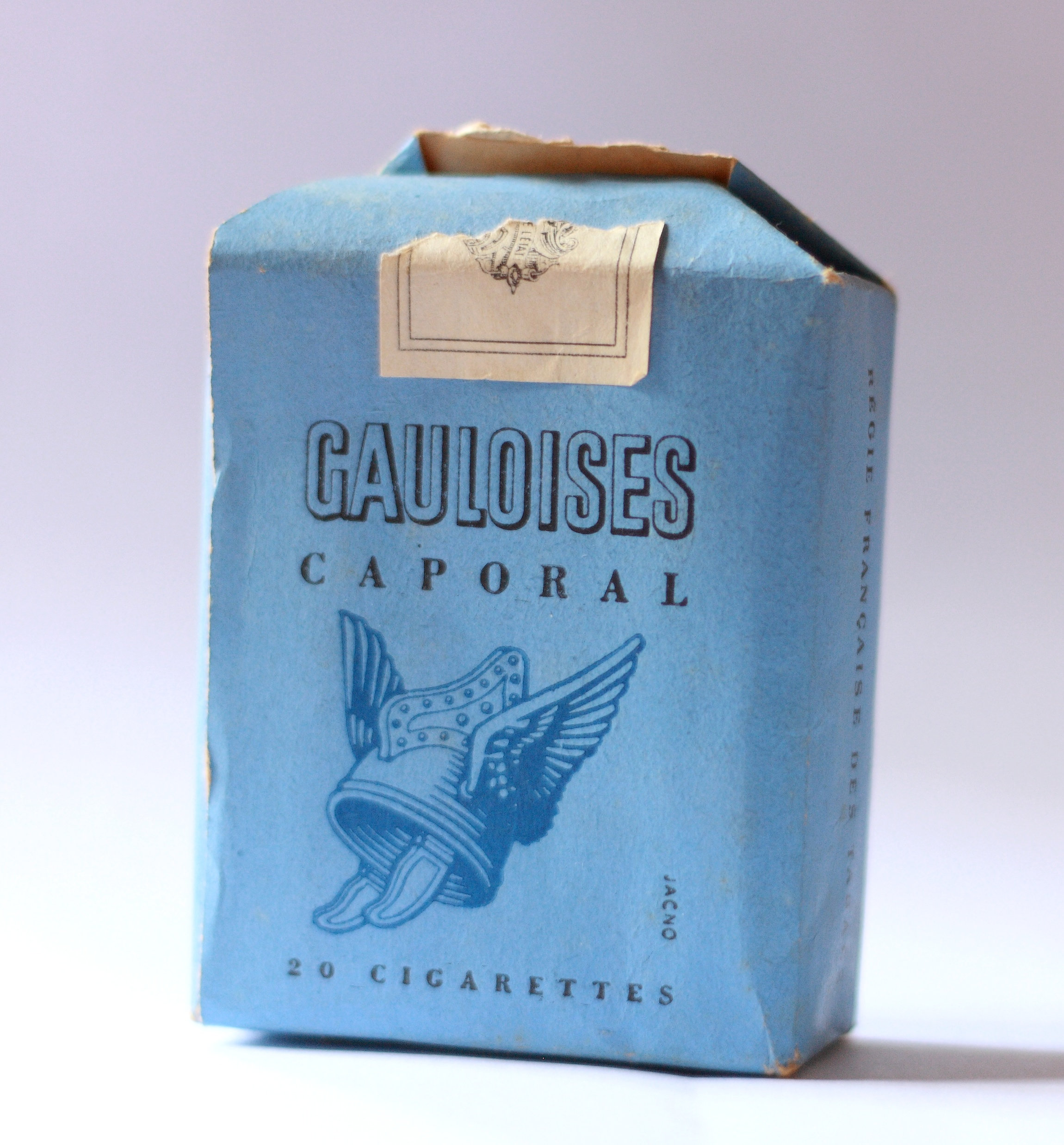
Gauloises Caporal

Marcel Jacno war als Grafiker und Typograf Autodidakt. 1936 entwarf er den bekannten geflügelten Helm für die blaue Zigarettenverpackung von Gauloises; 1946 folgte die zweite Version des Logos. Jacno entwickelte zudem Logos für die Zeitung France Soir und das Theater Théâtre National Populaire sowie Poster für Gaumont und Paramount Pictures. Für die Schriftgießerei Deberny & Peignot gestaltete er die Schriftarten Le Film (1934), Scribe (1937), Jacno (1950) und Chaillot (1954). Überdies arbeitete Jacno in der Werbung für die Firmen Courvoisier, Guerlain und Royal Dutch Shell. 
Er lehrte an der École Technique de Publicité und an der École nationale supérieure des arts décoratifs in Paris und veröffentlichte das Buch Anatomie de la lettre (1978). Ausgezeichnet wurde er 1968 mit dem Oscar de la Publicité für sein Werk.

## Video
- Vimeo Marcel Jacno